# Miquela Grau
Miquela Grau   (Sant Martí de Provençals, 25 de maig de 1837 - Carlet, 24 de juny de 1885) fou una religiosa catalana, fundadora de la congregació de les Germanes de la Doctrina Cristiana. Ha estat proclamada serventa de Déu per l'Església catòlica, incoant-se'n el procés de beatificació.

## Biografia
Nascuda el 1837, fou adoptada per la família Baster Duran, que la crià com a filla a Can Querol (Horta). El 1857 es va casar amb un mestre d'obres d'Horta, Gabriel Grau. Van tenir un fill però al cap de poc, Gabriel va morir. Va criar el seu fill sola, educant-lo en la fe cristiana i, sota la guia del pare Ignasi Mateu, va intensificar la seva fe.
El 1870, el pare Mateu fou destinat a Vilanova i la Geltrú i Miquela l'hi acompanyà com a majordona. També l'ajudava en les tasques de catequesi. Quan el seu fill fou gran i s'emancipà, Miquela s'instal·là definitivament a Vilanova, lliurant-se al servei als necessitats de la parròquia de Sant Antoni Abat, dedicant-se sobretot a la catequesi.
Veient que la formació cristiana era escassa entre els fidels, encara que estiguessin batejats, va pensar de fundar una congregació que fomentés la catequesi i la instrucció cristianes. Va exposar el projecte al bisbe de Barcelona José María Urquinaona, i aquest l'autoritzà el 9 de febrer de 1880. Miquela va redactar els estatuts de la nova institució i, amb algunes companyes catequistes de la parròquia, van començar la vida comunitària. Nasqueren així les Germanes de la Doctrina Cristiana, dedicades a comunicar i difondre la doctrina cristiana, especialment entre nenes i adults de les classes menys afavorides, i entre els malalts. La primera comunitat de la congregació fou la de Molins de Rei, i començà el 26 de novembre de 1880.
Foren cridades a Sant Vicenç dels Horts pel rector Josep Masmitjà, i hi establiren una segona comunitat. Miquela Grau i les altres germanes van fer els vots al Palau Episcopal de Barcelona; Miquela prengué el nom de Sor Miquela de la Doctrina Cristiana. Des de llavors, Miquela va anar a fundar a Carlet (València), on obriren una escola i un hospital.
Mentre era a Carlet, temps després, s'hi desfermà una epidèmia de còlera i la mare Grau, atenent els malalts, va contraure la malaltia i morí als 48 anys, el juny de 1885.